# Liste der Monuments historiques in Louvières (Haute-Marne)
Die Liste der Monuments historiques in Louvières führt die Monuments historiques in der französischen Gemeinde Louvières auf.

## Liste der Objekte
| Bezeichnung                  | Beschreibung           | Standort                                     | Kennzeichnung | Schutzstatus | Datum | Bild |
| ---------------------------- | ---------------------- | -------------------------------------------- | ------------- | ------------ | ----- | ---- |
| Grabstein für Claude d’Orge  | Stein, bezeichnet 1627 | in der Kirche St-Thomas-de-Canterbury (Lage) | PM52000875    | Classé       | 1902  |      |
| Grabstein für Jacques d’Orge | Stein, bezeichnet 1556 | in der Kirche St-Thomas-de-Canterbury (Lage) | PM52000874    | Classé       | 1902  |      |